# Santa Inés (Insel)
Santa Inés (spanisch Isla Santa Inés) ist eine große Insel im Süden Chiles. Geographisch gehört sie zum Feuerland-Archipel, administrativ zur Gemeinde Punta Arenas in der Región de Magallanes y de la Antártica Chilena. Die ursprünglich vom Stamm der Kawesqar besiedelte Insel ist heute unbewohnt.

## Geographie
Santa Inés ist mit 3688 km² die größte Insel im Westen Feuerlands und die sechstgrößte Insel Chiles. Sie erstreckt sich entlang der hier nur rund 2 Kilometer breiten Magellanstraße; ihr gegenüber liegen die Insel Riesco sowie die Brunswick-Halbinsel, die südwestlichste Landmasse des patagonischen Festlands. Im Südosten trennt sie der Canal Barbara von der Insel Isla Clarence, im Nordwesten der Canal Abra von der Isla Desolación. Santa Inés ist etwa 90 km lang, bis zu 55 km breit und erreicht eine Höhe von 1370 m über dem Meer. Ihre Küste ist durch zahlreiche Buchten und Fjorde geprägt; in einem dieser Fjorde versteckte sich im südlichen Sommer 1914/15 der deutsche Kreuzer Dresden nach dem Seegefecht bei den Falklandinseln, bevor er in den offenen Pazifik ausbrach.